# Фурухаси, Кёго
Кёго Фуруха́си (яп. 古橋 亨梧 Фурухаси Кёго, родился 20 января 1995) — японский футболист, нападающий английского клуба «Бирмингем Сити» и национальной сборной Японии.

## Клубная карьера

### Начало карьеры
Футболом начал заниматься в футбольных академиях таких клубов как «Сакурагаока» и «Аспергас Икома». Затем продолжил юношескую футбольную карьеру в средней школе Кококу. В апреле 2013 года футболист присоединился к команде Университета Тюо, где затем на протяжении нескольких лет являлся одним из ключевых игроков в университетском первенстве среди японский футбольных команд. 

### «Гифу»
В декабре 2016 года в было объявлено, что футболист присоединяется к клубу «Гифу». Дебютировал за клуб 26 февраля 2017 года в матче против клуба «Ренофа Ямагути», выйдя на поле в стартовом составе. Футболист сразу же стал одним из ключевых игроков клуба. Первым результативным действием за клуб отличился 1 апреля 2017 года в матче против клуба «Матида Зельвия», отдав голевую передачу. В следующем матче 8 апреля 2017 года против клуба «Мито Холлихок» отличился своим дебютным забитым голом. В матче 25 июня 2017 года футболист отличился дублем, забив 2 гола в ворота клуба «ДЖЕФ Юнайтед Итихара Тиба». Футболист на протяжении сезона неоднократно признавался лучшим игроком, отличившись 6 забитыми голами и 11 результативными передачами.  
Новый сезон футболист начал с матча 25 февраля 2018 года против клуба «Ависпа Фукуока». Первым результативным действием отличился 11 марта 2018 года в матче против клуба «ДЖЕФ Юнайтед Итихара Тиба», отдав голевую передачу. В следующем матче 17 марта 2018 года против клуба «Киото Санга» отличился своим первым в сезоне забитым голом. В матче 25 марта 2018 года против клуба «Эхиме» футболист оформил дубль из результативных передач. Отличился серией из 6 подряд матчей, в каждом из которых отличился по забитому голу. Свой первый дубль в сезоне забил 23 июня 2018 года в матче против клуба «Ренофа Ямагути». Футболист за первую половину сезона побил свой рекорд результативности, отличившись 11 забитыми голами и 7 результативными передачами. 

### «Виссел Кобе»
В августе 2018 года футболист перешёл в «Виссел Кобе». Дебютировал за клуб 5 августа 2018 года в матче против клуба «Токио», выйдя на замену в начале второго тайма. В своём следующем матче 11 августа 2018 года против клуба «Джубило Ивата» отличился дебютным забитым голом. Футболист быстро закрепился в основной команде клуба, в 13 матчах отличившись 5 забитыми голами и результативной передачей в рамках японского чемпионата.
Новый сезон начал с матча 22 февраля 2019 года против клуба «Сересо Осака», выйдя на замену на 74 минуте. Свой первый гол в сезоне забил 10 марта 2019 года в матче против клуба «Вегалта Сэндай», также отличившись своей первой результативной передачей, которую замкнул Давид Вилья. В матче 30 марта 2019 года против клуба «Гамба Осака» отличился дублем из результативных передач и помог по итогу одержать победу на последних минутах матча. Своим первым дублем отличился 23 августа 2019 года в матче против клуба «Саган Тосу». В летнее трансферное окно 2019 года футболист активно интересовались европейские клубы, среди которых были нидерландские «Гронинген» и АЗ, однако японский футболист решил остаться в японском клубе. Вместе с клубом 1 января 2020 года футболист стал обладателем Кубка Императора, обыграв в финале клуб «Касима Антлерс». На протяжении сезона футболист был одним из ключевых игроков клуба, за который по итогу отличился 16 забитыми голами и 11 результативными передачами во всех турнирах. 
Свой следующий сезон футболист начал с победы за Суперкубок Японии 8 февраля 2020 года против клуба «Иокогама Ф. Маринос». Затем вместе с клубом отправился на матчи Лиги чемпионов АФК. Свой дебютный матч в рамках турнира сыграл 19 февраля 2020 года против южнокорейского клуба «Сувон Самсунг Блюуингз», отличившись также забитым голом. Первый матч в чемпионате сыграл 23 февраля 2020 года против клуба «Иокогама», забив свой очередной гол. Затем чемпионат был приостановлен из-за пандемии COVID-19. Первый матч после возобновления чемпионата сыграл 4 июля 2020 года против клуба «Санфречче Хиросима». В матче 18 июля 2020 года против клуба «Симидзу С-Палс» отличился забитым дублем, также отдав голевую передачу. Своим очередным дублем за клуб отличился 23 сентября 2020 года в матче против клуба «Саган Тосу». В следующем матче 26 сентября 2020 года против клуба «Хоккайдо Консадоле Саппоро» забил ещё один дубль. Вместе с клубом дошёл до полуфинала Лиги чемпионов АФК, где 13 декабря 2020 года уступили южнокорейскому клубу «Ульсан Хёндэ». За сезон футболист отличился 16 забитыми голами и 6 результативными передачами во всех турнирах. 
Первый матч в новом сезоне футболист сыграл 27 февраля 2021 года против клуба «Гамба Осака», отличившись своим первым в сезоне забитым голом. Первый в сезоне дубль забил 20 марта 2021 года в матче против клуба «Хоккайдо Консадоле Саппоро». В матче 1 мая 2021 года против клуба «Санфречче Хиросима» футболист отличился очередным оформленным дублем. Свой дебютный хет-трик футболист забил 23 июня 2021 года в матче против клуба «Иокогама». Всего за первую половину сезона отличился 16 голами и 2 результативными передачами в 22 матчах во всех турнирах. 

### «Селтик»
В июле 2021 года футболист перешёл в шотландский «Селтик», с которым подписал четырёхлетний контракт. Сумма трансфера составила порядка 5 миллионов 400 тысяч евро. Дебютировал за клуб 31 июля 2021 года в матче против клуба «Харт оф Мидлотиан», выйдя на замену на 79 минуте. В августе 2021 года вместе с клубом отправился на квалификационные матчи Лиги Европы. Свой дебютный матч в рамках еврокубкового турнира сыграл 5 августа 2021 года чешского клуба «Яблонец», также отличившись забитым голом. В своём следующем матче 8 августа 2021 года против клуба «Данди» футболист отличился дебютными голами в шотландском Премьершипе, оформив хет-трик. Перед матчем с «Рейнджерс» болельщики этого клуба на расовой почве стали оскорблять игрока в социальных сетях, после чего футболист получил огромную поддержку. В ответном матче Лиги Европы в рамках раунда плей-офф квалификаций 26 августа 2021 года против нидерландского клуба АЗ забил гол и помог шотландскому клубу по сумме матчей отдержать победу и выйти в основной этап еврокубкового турнира. Дебютный матч на основном этапе Лиги Европы сыграл 30 сентября 2021 года против леверкузенского «Байера 04». Первый гол на турнире забил 19 октября 2021 года в матче против венгерского «Ференцвароша». Первым дублем за клуб отличился 7 ноября 2021 года в матче против клуба «Данди». Вместе с клубом стал обладателем Кубка шотландской лиги, победив в финале 19 декабря 2021 года «Хиберниан». Вторую половину чемпионата футболист провёл преимущественно в лазарете. По итогу сезона вместе с клубом стал победителем чемпионата. Сам же футболист отличился 15 забитыми голами и 2 результативными передачами.
Летом 2022 года японский футболист восстановившись от травмы стал готовиться к новому сезону с клубом. Первый матч в сезоне сыграл 31 июля 2022 года против клуба «Абердин», выйдя на поле в стартовом составе. В следующем матче 6 августа 2022 года против клуба «Росс Каунти» отличился первым забитым голом. После этого футболист начал голевую серию, которую закончил 28 августа 2022 года в матче против клуба «Данди Юнайтед», в котором отличился забитым хет-триком. В сентябре 2022 года футболист вместе с клубом отправился на матч группового этапа Лиги чемпионов УЕФА. Первый и дебютный матч в рамках еврокубкового турнира сыграл 6 сентября 2022 года против «Реал Мадрида». В матче 5 октября 2022 года против немецкого «РБ Лейпцига» отличился результативной передачей, однако шотландский клуб потерпел поражение. Первым дублем в сезоне футболист отличился 24 декабря 2022 года в матче против клуба «Сент-Джонстон». Свой следующий дубль футболист оформил 18 января 2023 года в матче против клуба «Сент-Миррен». В следующем матче 21 января 2023 года в рамках Кубка Шотландии футболист в очередной раз забил дубль в ворота клуба «Гринок Мортон». Вместе с клубом стал обладателем Кубка шотландской лиги 26 февраля 2023 года, где в финале японский футболист забил 2 гола в ворота «Рейнджерс». В матче в рамках шотландского чемпионата 8 апреля 2023 года против «Рейнджерс» снова записал в свой актив дубль.  Также 3 июня 2023 года в финале Кубка Шотландии футболист стал обладателем титула, победив клуб «Инвернесс Каледониан Тисл» и  тем самым оформив требл. По итогу сезона футболист стал лучшим бомбардиром чемпионата, отличившись 27 забитыми голами, также получив награду лучшему игроку года.
В июле 2023 года футболист заключил с шотландским клубом новый четырёх летний контракт, рассчитанный до конца июня 2027 года. Новый сезон футболист начал с матча 5 августа 2023 года против клуба «Росс Каунти», отличившись забитым голом и результативной передачей. В сентябре 2023 года вместе с клубом отправился на матчи Лиги чемпионов УЕФА. Первый матч в еврокубковом турнире сыграл 19 сентября 2023 года против нидерландского «Фейеноорда». Первый гол на турнире забил 4 октября 2023 года в матче против итальянского клуба «Лацио».

## Карьера в сборной
19 ноября 2019 года Фурухаси дебютировал за национальную сборную Японии в матче против сборной Венесуэлы. 30 марта 2021 года забил свои первые голы за сборную Японии, сделав «дубль» в матче против сборной Монголии.

## Достижения
«Виссел Кобе»
- Обладатель Кубка Императора: 2019
- Обладатель Суперкубка Японии: 2020

«Селтик»
- Чемпион Шотландии (3): 2021/22, 2022/23, 2023/24
- Обладатель Кубка шотландской лиги (2): 2021/22, 2022/23
- Обладатель Кубка Шотландии (2): 2022/23, 2023/24